# Sirr Al-Khatim Al-Khalifa
Sirr Al-Khatim Al-Khalifa Al-Hassan (1 de janeiro de 1919, Edueim – 18 de fevereiro de 2006) foi um político, diplomata e educador sudanês. 
Famoso por seu grande legado na educação e por sua atuação no Ministério da Educação no Sudão e como o primeiro-ministro nos governos de transição em 1964-1965.  Foi embaixador em Itália e no Reino Unido.